# Patto (Verden)
Patto (auch: Spatto) soll der zweite Bischof des Bistums Verden gewesen sein.
Patto wird lediglich in einer nicht mehr erhaltenen Bischofsliste und in zwei Herrscherurkunden erwähnt, nach denen Patto angeblich als Abtbischof in Personalunion dem angeblich 786 gegründeten Bistum Verden und den Abteien Amorbach im Odenwald und Neustadt am Main vorstand. Bei diesen Urkunden handelt es sich aber nachweislich um Fälschungen aus dem 13. Jahrhundert, weshalb seine Existenz als unwahrscheinlich gilt.